# Браян Стенлі Джонсон
Браян Стенлі Джонсон, зазвичай — Б. С. Джонсон (англ. Bryan Stanley Johnson, B. S. Johnson 5 лютого 1933, Лондон — 13 листопада 1973, Лондон) — англійський письменник і кінорежисер -експериментатор.

## Біографія
З робітничої родини. Чи не закінчив школу, змінив безліч робіт, був самоучкою. Потім пройшов річний курс підготовки до університету в Беркбек-коледжі, вступив до Кінгс-коледжу і закінчив його. Експериментував з формою публікації своєї прози (розрізнені сторінки та ін.), брав участь у групових літературних проектах (колективний роман-палімпсест London Consequences у співавторстві з Олівією Маннінг, Маргарет Дреббл, Полом Ейблманом, Пірсом Полом Рідом і ін., виданий ним разом із Маргарет Дреббл у 1972 році). Протягом багатьох років керував відділом поезії в журналі Transatlantic Review . Усвідомивши комерційний провал усіх своїх починань і не впоравшись з сімейними проблемами, наклав на себе руки (порізав вени).

## Книги
- Мандрівні / Travelling People (1963)
- Statement against corpses (1964, новели в співавторстві з Зульфікаром Гузом[en])
- Альберт Анджело / Albert Angelo (1964)
- Трал / Trawl (1966)
- Невдахи / The Unfortunates (1969)
- House Mother Normal (1971)
- Подвійна бухгалтерія Крісті Малрі / Christie Malry's Own Double-Entry (1973)
- See the Old Lady Decently (1975)

## Спадщина
Після кількох десятиліть напівпопулярності у вузькому колі знавців, в 2000-і роки до Джонсона прийшло запізніле, хоча, як і раніше, не дуже широке, визнання. Його книги перевидані в Англії, перекладені на французьку, німецьку, італійську, польську, чеську, японську мови. За романом «Подвійна бухгалтерія Крісті Малрі» знято однойменний фільм ( [Архівовано 5 вересня 2020 у Wayback Machine.], , його сценарій номінувався на премію BAFTA). Біографію письменника Like A Fiery Elephant: The Story of BS Johnson (2004, перевид. 2005, 2006, премія Семюела Джонсона) створив Джонатан Коу . Кілька книг про творчість Джонсона вийшли у Великій Британії, Франції, Німеччині, США, Нідерландах, за його прозою захищено кілька дисертацій. У 2009 засновано Товариство Б. С. Джонсона ( [Архівовано 16 травня 2014 у Wayback Machine.]), на кінець 2013 планується до виходу журнал, присвячений письменнику ( [Архівовано 20 вересня 2019 у Wayback Machine.]). У квітні 2013 Британський інститут кіно випустив DVD з фільмами Джонсона.